# Đụn cát

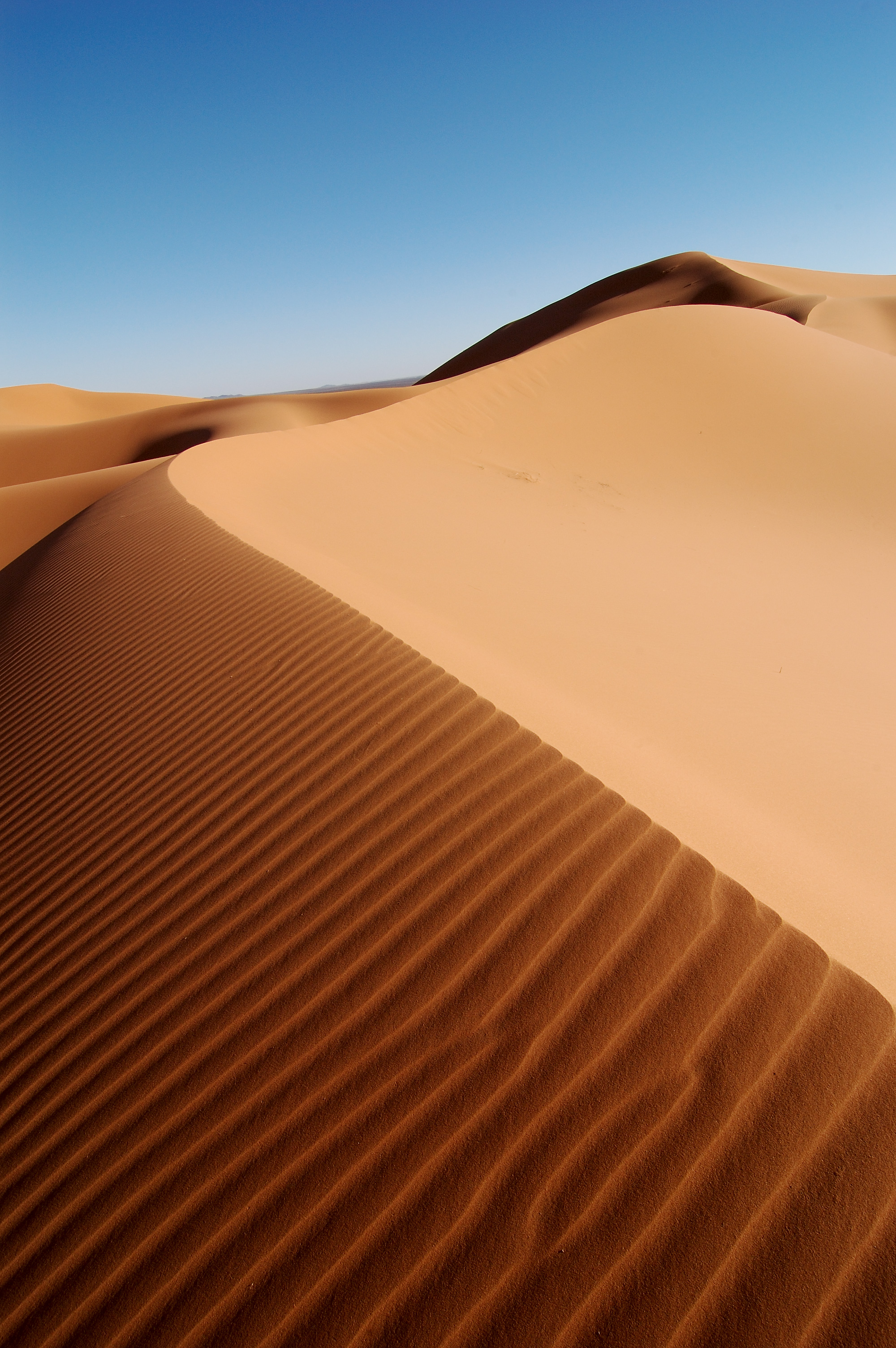
Erg Chebbi, Maroc

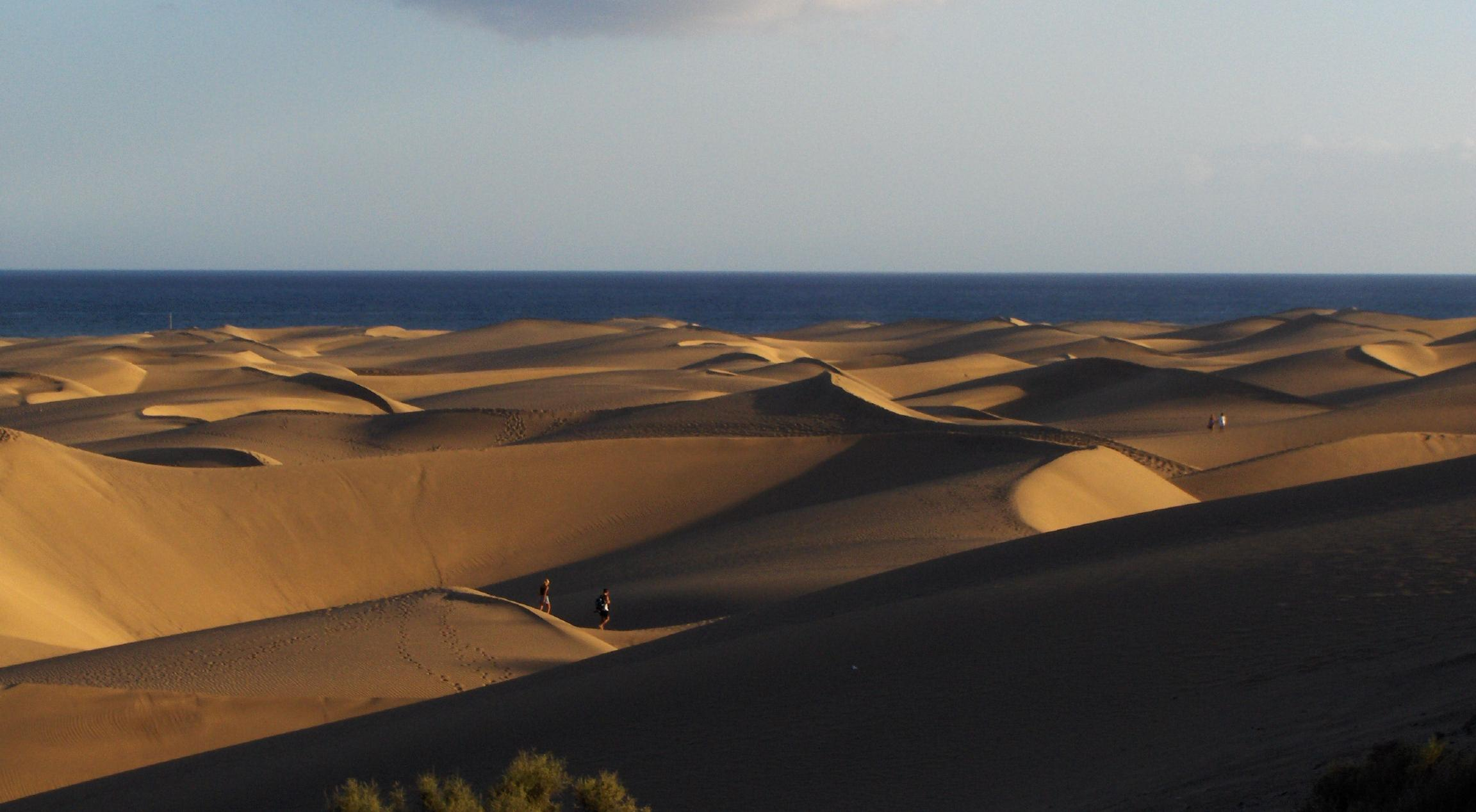
Đụn cát Maspalomas ở Gran Canaria

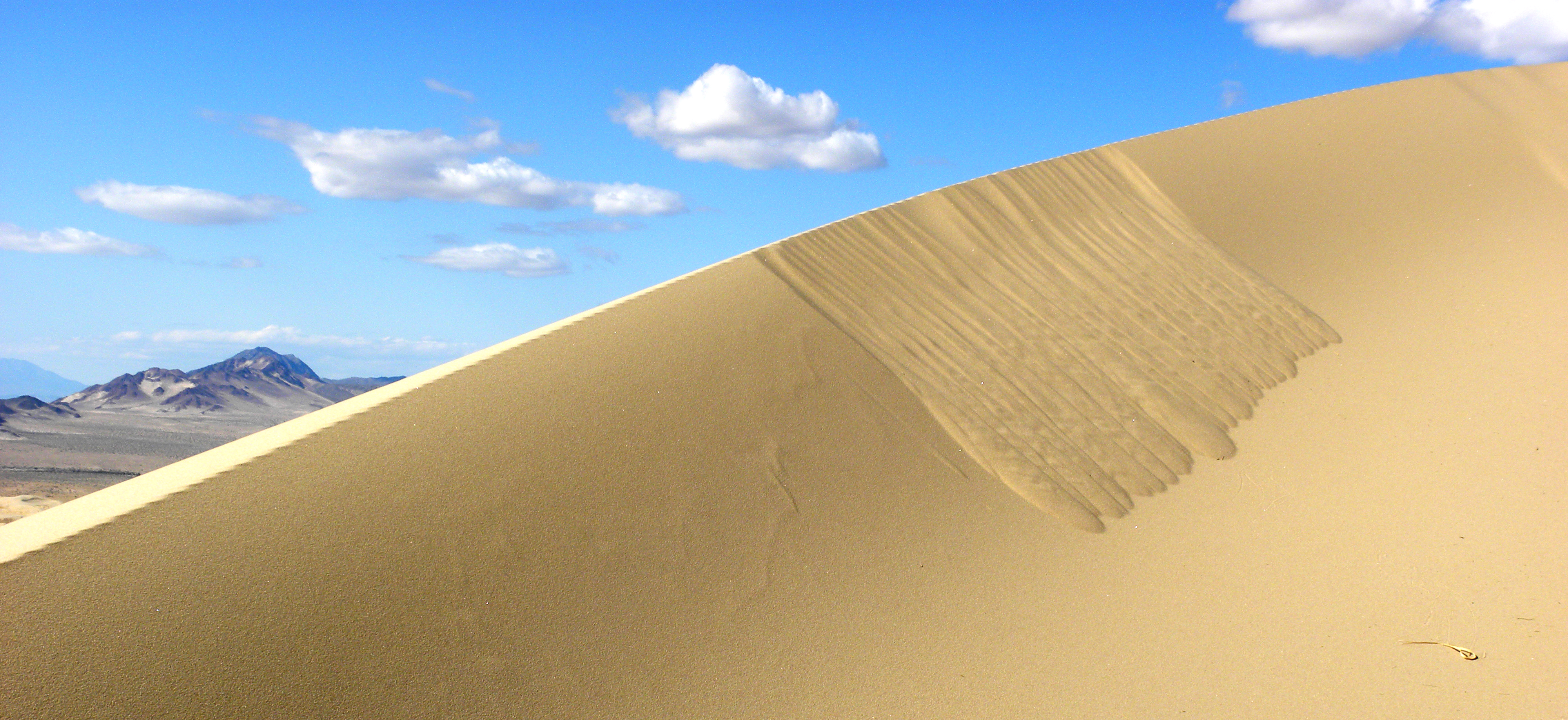
Vết trượt lở trên đỉnh của đụn cát Kelso, khu bảo tồn quốc gia Mojave, California.

Trong địa lý tự nhiên, đụn cát (hay cồn cát) là một đồi cát sinh ra từ quá trình trầm tích gió thổi qua (aeolian processes). Đụn cát có nhiều hình dạng và kích thước khác nhau, hình thành do tương tác giữa gió với cát.